# ヌード写真

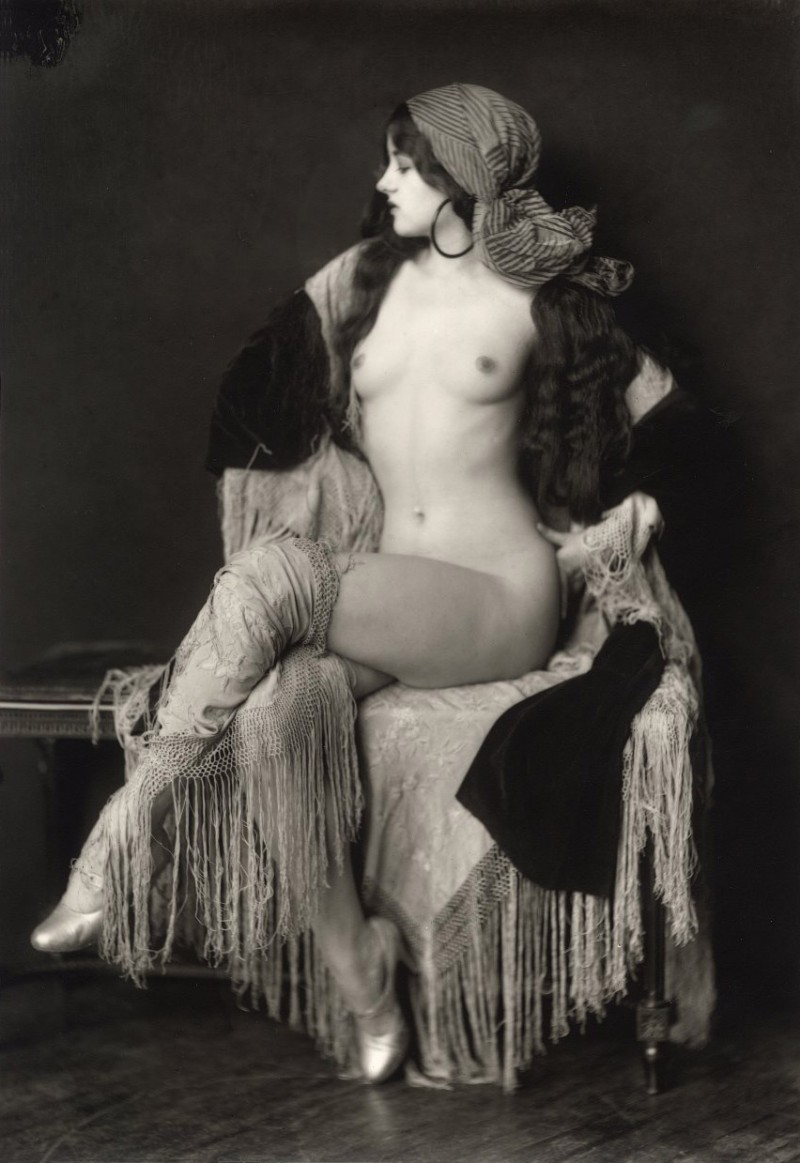
1927年に撮影されたヌード写真

ヌード写真（ヌードしゃしん）とは、老若男女を問わず、人間の裸体（の一部）を撮った写真作品。全裸でない場合には、セミヌードと呼ばれることもある。芸術から、商業主義的な写真まで様々な種類がある。

## 概要

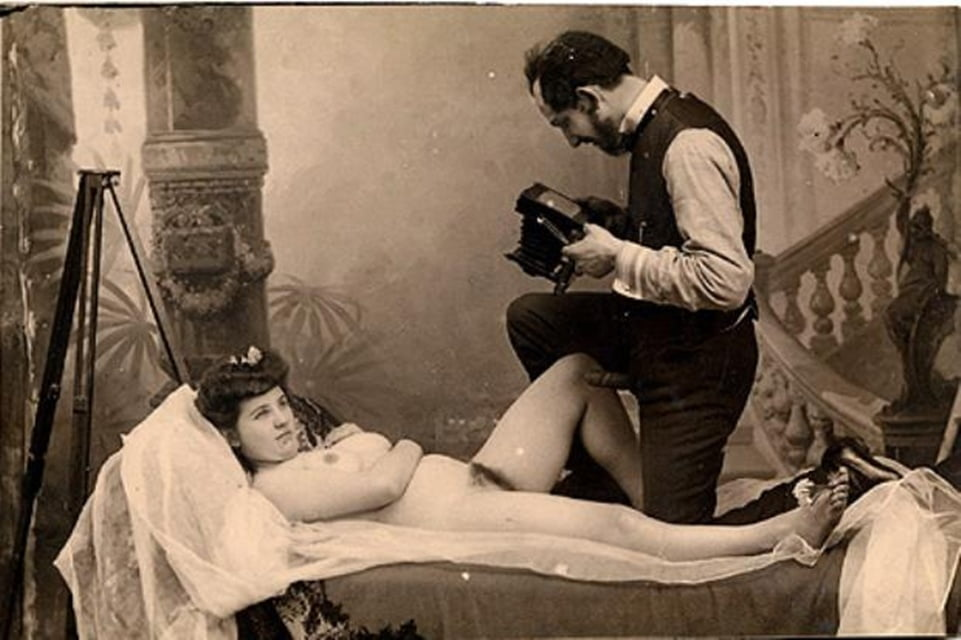
1900年代初頭のヌード写真撮影の様子

ヌード写真の歴史は写真術の歴史とほぼ同時に19世紀に始まった。写真の発明から概ね第2次世界大戦頃までに撮影されたモノクロのヌード写真をヴィンテージ・ヌード（vintage nude）と呼び、好事家に珍重されるほか歴史的資料としても価値があるものとされる。その一部の記録は保存されている。またヌード写真は、医学のテキストや科学的記事など真面目な媒体でも使用される。

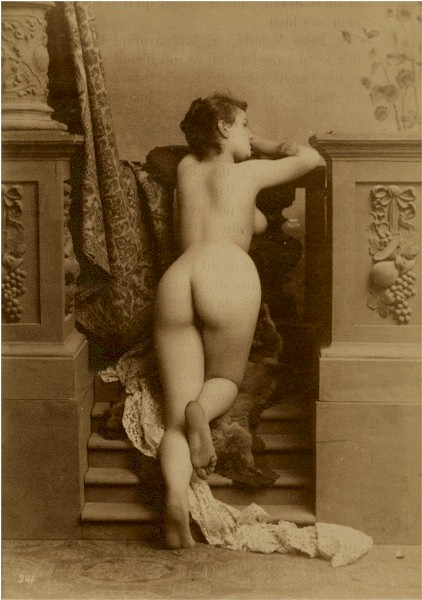
ヌード写真の例

美術分野では美学と創造性に重点が置かれ、エロティックな関心は二次的なものとされている。絵画の場合、神話に題材を取った作品のみヌードを描いてもよいという時代が、非常に長く続いた。近代になり神話の女神らではなく、市井の一般女性が裸婦の題材になってきた。一方、写真の場合、女性の裸体がタブー視されていた欧米の場合、キリスト教的倫理感の強い社会であり、写真が公開されることは少なかったが、地下では流通していた。やがて20世紀に前後して徐々に芸術写真が見られるようになり、第二次世界大戦後には、米国の雑誌『プレイボーイ』がプレイメイトのヌード写真を多く掲載し人気を博した（ポルノ雑誌）。1960年代のゲイ解放運動の影響で、男性のヌードも科学的または芸術的関心のみならず、性的対象とする雑誌などが登場した。
日本では終戦後のカストリ雑誌（初期のエロ本）にヌード写真が掲載されることがあり、次第に青年向け雑誌などのグラビアページを飾るようになった。時には芸能界で人気のある女優がヌードになり、芸能マスコミによってセンセーショナルな報道をされることもあった。21世紀に入ると女性が、セクシュアルな身体的魅力を表現する手段としてヌードを使用する傾向も出てきた。被写体も女優、グラビア・モデルから学生、OL、主婦まで多様化した。
ロック・アルバムのカバーには、写真が組み込まれていることも多く、ヌードやセミヌードの画像が含まれることもある。ヌードを組み込んだアルバムカバーには、ジミ・ヘンドリクス（Electric Ladyland、1968）、ジョン・レノン＆オノ・ヨーコ（Unfinished Music No. 1：「Two Virgins」、1968）、ニルヴァーナ (Never Mind)、ブラインド・フェイス（Blind Faith、1969）などのカバーが含まれている。スコーピオンズ（バージンキラー、1976）とブラインド・フェイスのカバーヌード画像は、思春期前の女の子のものであり、一部の国では代替カバー付きで再リリースされたため、特に論争の的になった。
作品の傾向として以下のような分類もできる。

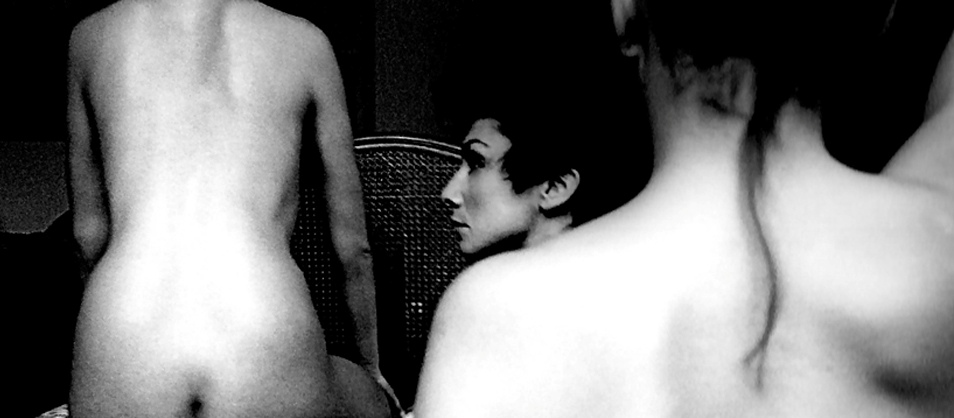
アウグスト・デ・ルカ 1980年

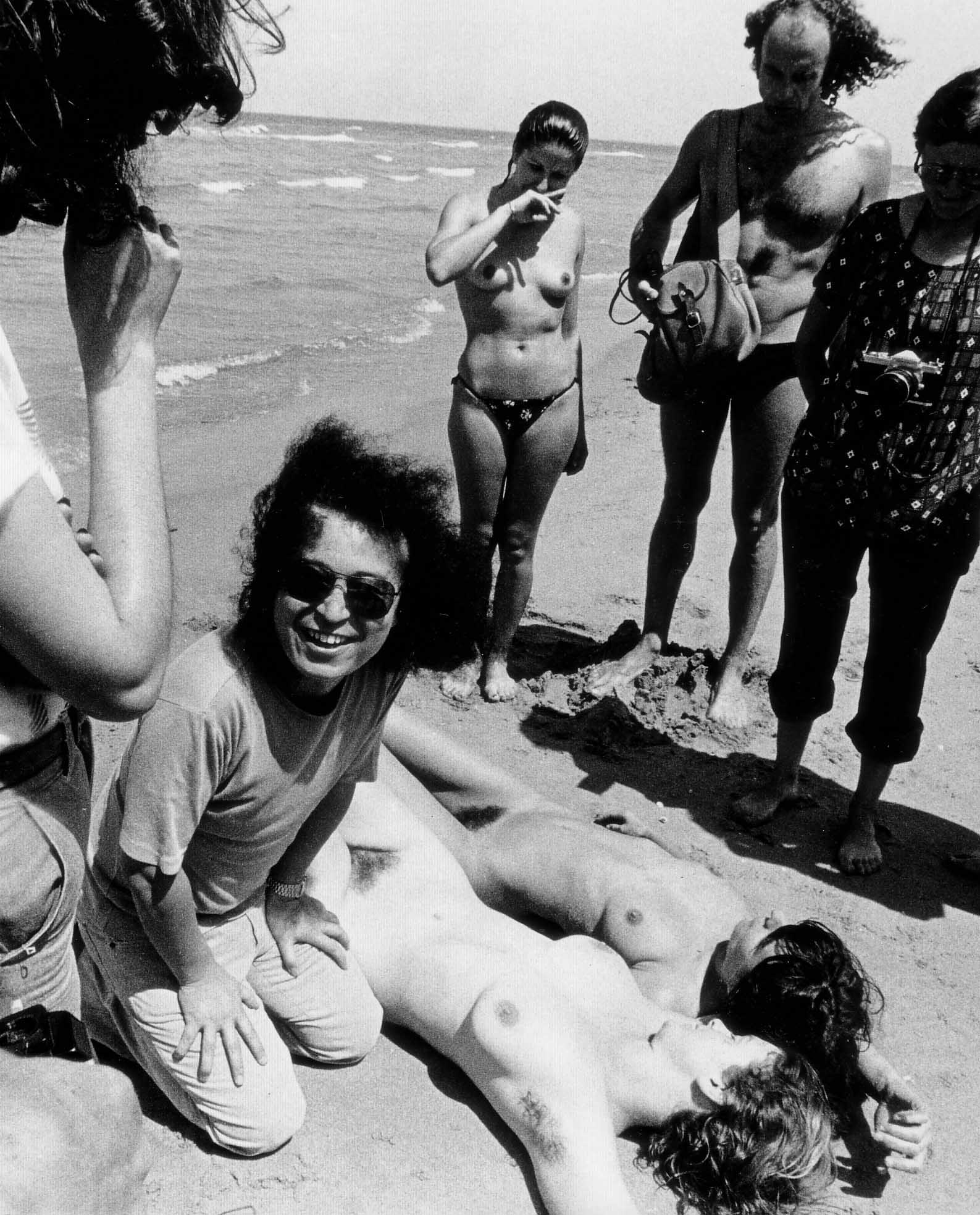
ヌード写真の撮影風景

- 芸術志向の写真1・若い生身の女性の美しい裸体を題材とした写真
- 芸術志向の写真2・モデルを物体として彫刻のように撮影、あるいは肉体をオブジェとして表現した写真
- 商業主義的な写真
- ポルノグラフィ的な写真

その他
なお、撮影者の意図と鑑賞者の考えが一致しない場合もある。明治時代のヌード写真はモデルが芸者や愛妾のものも多く、誰が撮影したのか不明であったり明示されていない作品が多く見られる。

## 歴史
ヌード写真は、実用的なカメラ（1839年のダゲレオタイプと1840年のカロタイプ）が発明されるとほとんど同時に登場した。最初のヌード写真はフランスで登場したとされる。フランスでは1850年代には猥褻写真は不法となったが、ポストカードに印刷する形などでヌード写真が出回っていた（French postcard）。19世紀のイギリスでも、科学的観点から人間の肉体を観察するという観点をとって、ヌード写真が出版されていた。
第一次世界戦後から1945年までの間に、マン・レイらの新しい感覚を持ったヌード写真家が登場した。アルフレッド・スティグリッツが撮影したジョージア・オキーフのヌードは、アメリカではよく知られている。
第二次世界大戦後、グラマーやファッションの写真家は、作品のいくつかでアートの地位向上を目指してきた。そのような写真家の1人はアーヴィング・ペンで、ヴォーグ誌からケイト・モスのヌードなどのファッション・モデルの写真を撮ってきた。リチャード・アヴェドン、ヘルムート・ニュートン、アニー・リーボヴィッツらも有名人の写真で似たような道をたどった。それらの写真の多くはヌード、または部分的に衣服を着ていた。アンディ・ウォーホルはLGBTだったが、女性のヌード写真も撮っている。有名人を撮影することが芸術のテーマの一つであったポストモダン時代に、アヴェドンによるナスターシャ・キンスキーのヌード写真、リーボヴィッツによるデミ・ムーアの妊婦ヌード、およびボディ・ペイントの雑誌の表紙が象徴的だった。ジョイス・テネソンの作品は、芸術から、人生のすべての段階にある女性を表現した、ユニークでソフト・フォーカスなスタイルのアートから、有名人の肖像画やファッション写真まで、多様な方向性を歩んだ。
ヌード写真家の一部には、身体を彫刻の抽象概念として示す確立された形式で作業した者もいたが、ロバート・メイプルソープの写真の一部は、エロティカとアートの境界を意図的に曖昧にする作品を作成した。
未成年者のヌード写真を撮影した何人かの写真家が物議を醸した。デビッド・ハミルトンはしばしばエロティックなテーマを使用した。またハミルトンは映画『ビリティス』を監督し、同作品の淡いヌードのタッチは、女性向きとも見られた。サリー・マンはバージニア州の田舎で育ち、川でのスキニーディッピングが一般的だったため、彼女の初期の写真は、自分の子供たちの写真だった。若い頃の自分の姿を、記念として写真に残しておこうという意図で撮影されるヌード写真もあり、21世紀にはデジタルカメラの普及により、誰でも簡単にヌード写真が撮ることが可能になってきた。

## 著名なヌード写真家
- en:Alfred Cheney Johnston
- en:Julien Mandel
- ヘルムート・ニュートン
- マン・レイ
- エドワード・ウェストン
- ペッター・ヘグレ
- デイヴィッド・ハミルトン
- ジョック・スタージェス
- ロバート・メイプルソープ（Robert Mapplethorpe）
- イゴール・アメルコヴィッチ (Igor Amelkovich)
- 荒木経惟
- 篠山紀信
- タッド若松[5] - 「鰐淵晴子写真集」
- 青柳陽一 - 「麻田奈美写真集」
- 野島康三
- 立木義浩
- 大竹省二
- 渡辺達生
- 秋山庄太郎
- 山岸伸
- 沢渡朔
- 中村昇
- 西田幸樹
- 藤代冥砂